# 阿伦费尔德
阿伦费尔德是德国莱茵兰-普法尔茨州的一个市镇。总面积2.98平方公里，总人口195人，其中男性104人，女性91人（2011年12月31日），人口密度65人/平方公里。